# زمان قرضی
زمان قرضی (به انگلیسی: Borrowed Time) یک فیلم انیمیشن رایانه‌ای کوتاه و مستقل در سبک وسترن است که توسط دو نفر از هنرمندان پیکسار، اندرو کوتز و لو هامو لاج در سال ۲۰۱۶ ساخته شده است. این فیلم در هشتاد و نهمین دوره جوایز اسکار کاندیدای دریافت جایزه در بخش بهترین پویانمایی کوتاه شده که موفق به دریافت جایزه نشد.

## داستان
یک کلانتر به بقایای تصادفی که یک عمر برای فراموش کردنش تلاش و زمان صرف کرده، باز می‌گردد. با هر گام به جلو، خاطرات مثل سیل روی چشمانش جاری می‌شوند. او باید یک بار دیگر در مواجهه با اشتباهش، قدرت تحمل کردن این درد را پیدا کند.